# Ułas Samczuk
Ułas Samczuk (ukr. Улас Олексійович Самчу́к) (ur. 7 lutego?/20 lutego 1905 w Dermaniu, zm. 9 lipca 1987 w Toronto) – ukraiński pisarz i publicysta.
Urodził się w wiosce Dermań niedaleko miasta Ostróg (Wołyń) w zamożnej ukraińskiej rodzinie chłopskiej. Późniejsze dziecięce lata spędził w Tylawce koło Krzemieńca. Uczył się w gimnazjum w Krzemieńcu – wtedy zaczął pisać swoje pierwsze wiersze i opowiadania. W 1927 roku wyjechał za granicę i osiedlił się w Niemczech, gdzie rozpoczął studia w Uniwersytecie Wrocławskim. Następnie wyjechał do Pragi, gdzie w latach 1929-1931 kontynuował studia w Wolnym Uniwersytecie Ukraińskim.
Od 1929 roku współpracował z „Literaturno-Naukowym Wisnykiem”, „Dzwonami”, „Samostijną Dumką”, „Rozbudową naciji” i innymi ukraińskimi czasopismami literacko-artystycznymi.
W 1933 roku wydał drukiem powieść Maria, która opisuje tragedię sztucznie wywołanego głodu w Ukraińskiej SRR w latach 1932-1933. Rok wcześniej ukazała się powieść Kułak, w której ukazał absurd przymusowej kolektywizacji. W 1936 roku wydał Odnaleziony raj, a w latach 1932-1937 słynną trylogię Wołyń, która przyniosła mu powszechne uznanie. W 1934 roku za powieść Wołyń otrzymał Ukraińską Nagrodę Literacką przyznaną przez działające w ówczesnej Polsce Ukraińskie Towarzystwo Literatów i Dziennikarzy im. Iwana Franki. Wołyń to rozłożyste epickie płótno, które ukazuje życie ukraińskiego chłopa w okresie wojen i rewolucji. Główny bohater dzieła – Wołod’ka Dobenko – przez wszystkie kataklizmy życiowe przenosi wiarę w niezniszczalność narodu. W kolejnej powieści pt. Góry mówią (1936) autor w patriotycznym uniesieniu opisuje heroiczną historię Ukrainy Zakarpackiej.
W latach 1938–1939 brał czynny udział w zmaganiach niepodległościowych na Zakarpaciu (Ukraina Karpacka). W okresie okupacji niemieckiej kontynuował swoją działalność kulturalno-oświatową będąc m.in. redaktorem ukraińskiej gazety „Wołyń”, która ukazywała się w Równem na Wołyniu. Ale już w 1943 roku został aresztowany przez hitlerowców.
W okresie powojennym osiedlił się w Kanadzie. Tutaj opublikował swą drugą trylogię Ost – Chutor Morozów (1948), Ciemnota (1957) i Ucieczka przed sobą (1982). Jest autorem wspomnień Na białym koniu (1955), w których wiele miejsca poświęca walce narodowowyzwoleńczej. Dzieło Na twardej ziemi (1967) ukazuje trudny los ukraińskich emigrantów w Kanadzie. Jest autorem także następujących utworów: Dlaczego nie płonie ogień (1959), Na siwym koniu (1975), Planeta Di-Pi (1979). Ułas Samczuk zmarł 9 lipca 1987 roku w Kanadzie.
Pamięć Ułasa Samczuka jest kultywowana w niepodległej Ukrainie. W wiosce Tylawka w obwodzie tarnopolskim utworzono w 1993 roku Muzeum Ułasa Samczuka w chacie, gdzie minęły lata dziecięce pisarza. Również w izbie gimnazjum dermańskiego stworzono maleńkie muzeum poświęcone życiu i drodze twórczej Samczuka. W dniu 26 stycznia 2005 roku została wprowadzona do obiegu przez Narodowy Bank Ukrainy moneta o nominale 2 hrywien w serii „Wybitne osobistości Ukrainy”. Na rewersie monety umieszczono stylizowany pod grawiurę portret Ułasa Samczuka oraz lata jego życia.